# Teapacks
I Teapacks sono stati un gruppo musicale pop-rock israeliano.

## Storia del gruppo
Il gruppo si è formato nel 1988 nella città di Sderot. Inizialmente aveva adottato il nome Tipex.
Il frontman della band era il cantante Kobi Oz, nato il 17 settembre 1969.
Il primo album del gruppo è uscito nel 1992.
Nel 2007 la band è stata selezionata per partecipare all'Eurovision Song Contest 2007 in Finlandia, dove hanno presentato il brano Push the Button.
La band si è sciolta nel dicembre 2008.

## Formazione
- Kobi Oz - voce
- Gal Peremen - basso, voce
- Rami Yosifov - chitarra, voce
- Meir Amar "BIG M" - "soundman"
- Motti Yoseff - batteria, percussioni
- Noam Yankelevich "3KO" - tastiere, voce
- Dani Aberjel - chitarra

## Discografia
- Shvil Klipot Hagarinim - 1992
- Ha'acharon Ba'asiron Hatachton - 1993
- Hachaim Shelcha Be'laffa - 1995
- Neshika Ladod - 1997
- Disco Menayak - 1999
- Yoshvim Beveit Caffe - 2001
- Kol Halehitim - 2003
- Radio Musica Ivrit - 2006
- Push the Button - 2007
- Haosef Haromanti - 2010